# Le Grand Blind test
Le Grand Blind test était une émission de télévision musicale diffusée d'abord sur France 2 en 2003 puis sur TF1 en 2015. Elle a d'abord été présentée par Thierry Ardisson et Laurent Baffie pour sa première émission puis par Laurence Boccolini pour sa continuité sur TF1.

## Concept
Le principe de l'émission reprend les quiz musicaux. Les invités doivent deviner l'interprète des chansons dont ils n'écoutent que des extraits. Ils doivent parfois attendre 20 secondes avant de répondre, parfois être les plus rapides et peuvent bénéficier d'une aide qui leur propose quatre suggestions pour certaines manches. Mais là où cela se corse, c'est quand ces extraits sont joués par l'homme-orchestre Rémy Bricka, chantés par des enfants, ou accélérés. L'équipe qui a le plus de points accède à la finale. Là, chacun des quatre finalistes a deux minutes pour reconnaître le maximum de chanteurs lors de quiz thématisés (années 1980, années yéyé, etc.).
Le vainqueur ne gagne pas d'argent mais le droit d'accéder à la « Dream Zone », une salle de relaxation cachée sur le plateau, là encore toute à l'image de Thierry Ardisson, avec des bimbos ou des demi-dieux magnifiques à demi-nus, sur un décor paradisiaque.

## Liste des émissions

### 2003

#### 5 avril 2003
- Vainqueur
  - Maureen Dor
- Finaliste
  - Marc Lavoine
- Éliminés en demi-finale
  - Élisa Tovati et Florent Pagny
  - Astrid Veillon et Gérard Darmon
  - Julie Zenatti et Dave
- Éliminés à la fin de toutes les manches
  - Ness et Bernard Campan
  - Frédérique Bedos et Lorànt Deutsch

### 2015

#### 24 juillet 2015
Équipe Keen'V
- Jean-Baptiste Maunier (Vainqueur) - Thème de la finale : no 1 du Top 50
- Keen'V (Finaliste) - Thème de la finale : années yéyés
- Hélène Ségara (Finaliste) - Thème de la finale : dessins animés
- Alexandra Rosenfeld (Finaliste) - Thème de la finale : années 1980

Équipe Willy Rovelli
- Willy Rovelli
- Clara Morgane
- Chantal Ladesou
- Gil Alma

#### 7 août 2015
Équipe Baptiste Giabiconi
- Florent Mothe (Vainqueur) - Thème de la finale : cinéma
- Baptiste Giabiconi (Finaliste) - Thème de la finale : générique télé
- Sandrine Quétier (Finaliste) - Thème de la finale : chanson française
- Titoff (Finaliste) - Thème de la finale : disco

Équipe Julien Courbet
- Julien Courbet
- Élodie Gossuin
- Isabelle Vitari
- Amanda Lear

#### 29 novembre 2015
Équipe Keen'V
- Linda Hardy (Vainqueur) - Thème de la finale : squatteurs du Top 50
- Keen'V (2e participation, finaliste) - Thème de la finale : animaux
- Priscilla Betti (Finaliste) - Thème de la finale : spéciale « groupe »
- Nelson Monfort (Finaliste) - Thème de la finale : années 2000

Équipe Florent Peyre
- Florent Peyre
- Philippe Candeloro
- Camille Lou
- Nicoletta

### 2016

#### 2 janvier 2016
Équipe Jean-Luc Lemoine
- Vincent Niclo (Vainqueur) - Thème de la finale : The Voice (chanteurs participants comme jurés de The Voice dans le monde)
- Jean-Luc Lemoine (Finaliste) - Thème de la finale : années yéyés
- Anggun (Finaliste) - Thème de la finale : générique TV
- Baptiste Giabiconi (2e participation, finaliste) - Thème de la finale : tubes de l'été

Équipe Véronic DiCaire
- Véronic DiCaire
- Ahmed Sylla
- Lara Fabian
- Noom Diawara

#### 9 janvier 2016
Équipe Danse avec les stars
- Chris Marques (Vainqueur) - Thème de la finale : alphabet
- Djibril Cissé (Finaliste) - Thème de la finale : post rupture (Chansons qu'on écoute après une rupture)
- Jean-Marc Généreux (Finaliste) - Thème de la finale : retour en enfance
- Damien Sargue (Finaliste) - Thème de la finale : années 1990

Équipe Stars 80
- Sloane
- Phil Barney
- Julie Pietri
- Jean Schultheis

#### 16 janvier 2016
Équipe Humoristes
- Anthony Kavanagh (Vainqueur) - Thème de la finale : 2010-2015
- Ariane Brodier (Finaliste) - Thème de la finale : Disney
- Artus (Finaliste) - Thème de la finale : kitch ou culte
- Waly Dia (Finaliste) - Thème de la finale : femmes sexy qui s'assument

Équipe Chanteurs
- Dave (1re participation : 2003)
- Joyce Jonathan
- Olivier Dion
- Amaury Vassili

#### 23 janvier 2016
Équipe Alizée
- Alizée (Vainqueur) - Thème de la finale : sexy songs
- Emmanuel Moire (Finaliste) - Thème de la finale : no 1 du Top 50
- Jarry (Finaliste) - Thème de la finale : années 1980
- Brahim Zaibat (Finaliste) - Thème de la finale : comédies musicales

Équipe Kamel le magicien
- Kamel le magicien
- Karine Ferri
- Julie Zenatti (1re participation : 2003)
- Laurie Cholewa

#### 19 février 2016
Équipe Animateurs
- Bruno Guillon (Vainqueur) - Thème de la finale : Années 80
- Benjamin Castaldi (Finaliste) - Thème de la finale : Chanteurs acteurs
- Willy Rovelli (2e participation, finaliste) - Thème de la finale : Cinéma
- Alexandre Devoise (Finaliste) - Thème de la finale : Voyage voyage

Équipe Miss France
- Camille Cerf
- Sylvie Tellier
- Valérie Bègue[2]
- Malika Ménard

### 2017

#### 17 février 2017
Équipe Animateurs de TF1
- Christophe Beaugrand (Vainqueur) - Thème de la finale : Années 80
- Nikos Aliagas (Finaliste) - Thème de la finale : Prénoms en chanson
- Elsa Fayer (Finaliste) - Thème de la finale : L'eau à la bouche (Nourriture en chanson)
- Denis Brogniart (Finaliste) - Thème de la finale : Faites vos valises ! (chansons sur le voyage)

Équipe Danse avec les Stars
- Sandrine Quétier (2e participation)
- Laurent Ournac
- Fauve Hautot
- Artus (2e participation)

#### 19 février 2017
Équipe Humoristes (Garçons)
- Jean-Luc Lemoine (2e participation, vainqueur) - Thème de la finale : Année 1996
- Gil Alma (2e participation, finaliste) - Thème de la finale : Prénoms en chanson
- Noom Diawara (2e participation, finaliste) - Thème de la finale : Question pour une chanson
- Florent Peyre (2e participation, finaliste) - Thème de la finale: Onomatopées

Équipe Humoristes (Filles)
- Véronic DiCaire (2e participation)
- Elisabeth Buffet
- Anne-Sophie Girard
- Caroline Vigneaux

#### 26 février 2017
Équipe Danse avec les Stars
- Priscilla Betti (2e participation, vainqueur) - Thème de la finale : Reprises
- Julien Lepers (Finaliste) - Thème de la finale : Girls Power
- Laurent Maistret (Finaliste) - Thème de la finale : Love Songs
- Florent Mothe (2e participation, finaliste) - Thème de la finale : Y'a plus de saison

Équipe Les Grosses Têtes
- Philippe Candeloro (2e participation)
- Steevy Boulay
- Christophe Beaugrand (2e participation)
- Caroline Diament

#### 26 mai 2017
Équipe Animateurs radio
- Cauet (Vainqueur) - Thème de la finale : Cocorico (chanteurs français)
- Cyril Féraud (Finaliste)  - Thème de la finale : Kitsch ou culte
- Élodie Gossuin (2e participation, finaliste) - Thème de la finale : Chiffres et nombres
- Bruno Guillon (2e participation, finaliste) - Thème de la finale : Anatomique

Équipe Chanteurs
- Vincent Niclo
- Joyce Jonathan (2e participation)
- Baptiste Giabiconi (3e participation)
- Julie Zenatti (3e participation)

#### 15 juillet 2017
Équipe Humoristes
- François Berléand (Vainqueur) - Thème de la finale : Kitsch ou culte
- Artus (3e participation, finaliste) - Thème de la finale : Bling bling
- Cartman (Finaliste)  - Thème de la finale : Les années 80
- Willy Rovelli (3e participation, finaliste) - Thème de la finale : Good Mood

Équipe Miss France
- Sylvie Tellier (2e participation)
- Malika Ménard (2e participation)
- Flora Coquerel
- Alicia Aylies

#### 19 août 2017
Équipe Blonds et Blondes
- Gérémy Crédeville (Vainqueur) - Thème de la finale : Nous, les femmes
- Cyril Féraud (2e participation, finaliste) - Thème de la finale : It's raining men (chansons sur les hommes)
- Dave (3e participation, finaliste) - Thème de la finale : Au boulot !
- Cécile de Ménibus (Finaliste) - Thème de la finale : All Night Long (chansons sur la nuit)

Équipe Anciens candidats de Danse avec les stars
- Laurent Maistret (2e participation)
- Fabienne Carat
- Kamel le magicien (2e participation)
- Thierry Samitier

#### 26 août 2017
Équipe Valérie Bègue
- Thomas Thouroude (Vainqueur) - Thème de la finale : Poing levé (chansons de chanteurs engagés)
- Valérie Bègue (2e participation, finaliste) - Thème de la finale : Télécrochet (chansons de chanteurs issus de télé-crochets)
- Willy Rovelli (4e participation, finaliste) - Thème de la finale : Faut rigoler (chansons drôles)
- Tony Saint Laurent (Finaliste) - Thème de la finale : Vamos a la playa (chansons sur l'été et le soleil)

Équipe Les Trois Mousquetaires
- Damien Sargue (2e participation)
- Olivier Dion (2e participation)
- Victoria Petrosillo
- David Bàn

#### 2 septembre 2017
Les participants sont :
Équipe Chanteurs
- Keen'V (3e participation, finaliste) - Thème de la finale : En famille
- Alma (Finaliste) - Thème de la finale : Faites-moi rêver
- David Carreira (Finaliste) - Thème de la finale : Entrez dans la danse
- Natasha St-Pier (Finaliste) - Thème de la finale : On veut du soleil

Équipe Animateurs
- Sébastien Folin
- Laurie Cholewa (2e participation)
- Estelle Denis
- Vincent Cerutti

#### 9 septembre 2017
Les participants sont :
Équipe Humoristes
- Cartman (2e participation, vainqueur) - Thème de la finale : 7 péchés capitaux
- Rachid Badouri (Finaliste) - Thème de la finale : Rainbow (chansons en rapport avec une couleur)
- Waly Dia (2e participation, finaliste) - Thème de la finale : Maman ou papa gagas (chansons faisant référence à des enfants)
- Ariane Brodier (2e participation, finaliste) - Thème de la finale : Les coups d'un tube (chansons culte)

Équipe Les Mystères de l'amour
- Hélène Rollès
- Patrick Puydebat
- Sébastien Roch
- Elsa Esnoult

#### 16 septembre 2017
Les participants sont :
Équipe Acteurs de séries TV
- Marie Fugain (Vainqueur) - Thème de la finale : Dans les étoiles
- Isabelle Vitari (2e participation, finaliste) - Thème de la finale : Never say never
- Arnaud Gidoin (Finaliste) - Thème de la finale : Entre potes
- Gil Alma (2e participation, finaliste) - Thème de la finale : 4 Lettres ou moins (Nom de chanteur avec 4 lettres ou moins)

Équipe Sportifs
- Frank Leboeuf
- Charlotte Namura
- Laurent Maistret (3e participation)
- Nelson Monfort (2e participation)

#### 23 septembre 2017
Les participants sont :
Équipe Humoristes
- Andy Cocq - (Vainqueur) - Thème de la finale : Il est temps (chansons avec le mot "temps" dans le titre)
- Cartman (3e participation, finaliste) - Thème de la finale : Droit au cœur (chansons avec le mot "cœur" dans le titre)
- Gérémy Crédeville (2e participation, finaliste) - Thème de la finale : Héros et héroïnes
- Tony Saint Laurent (2e participation, finaliste) - Thème de la finale : Fashion (chansons sur le monde de la mode)

Équipe Chanteurs
- Daniel Lévi
- Anaïs Delva
- Stone
- Ève Angeli

### 2018

#### 19 janvier 2018
Équipe Séries TV
- Tom Villa - (Vainqueur) - Thème de la finale : Attachez vos ceintures (chansons sur les moyens de transport)
- Fabienne Carat (2e participation, finaliste) - Thème de la finale : C'est la fête !
- Agustin Galiana -  (Finaliste) - Thème de la finale : Année 1997
- Camille Lou (2e participation, finaliste) - Thème de la finale : Hot Stuff  (chansons à "haute température")

Équipe Animateurs
- Jean-Luc Reichmann
- Sophie Davant
- Dave (4e participation)
- Laurie Cholewa (3e participation)

## Versions étrangères
Le format de télévision entièrement créé en France a été exporté dans neuf pays dans le monde.
| Pays      | Nom de l'émission             | Présentateur                        | Chaîne                                      | Première diffusion | Dernière diffusion |
| --------- | ----------------------------- | ----------------------------------- | ------------------------------------------- | ------------------ | ------------------ |
| Allemagne | The Big Music Quiz            | Oliver Geissen                      | RTL                                         | 24 septembre 2016  | 19 août 2017       |
| Australie | The Big Music Quiz            | Darren McMullen                     | Seven Network                               | 28 août 2016       | 12 octobre 2016    |
| Chili     | Dale Play                     | José Miguel Viñuela                 | Mega                                        | 14 mai 2020        | En cours           |
| Espagne   | El gran reto musical          | Eva González                        | La 1                                        | 23 janvier 2017    | 27 mars 2017       |
| Italie    | Music Quiz                    | Amadeus                             | Rai 1                                       | 16 décembre 2016   | 3 février 2017     |
| Jordanie  | غنيلي تغنيلك Ghunili taghnilk | Mostafa Awad                        | Jordanie 1                                  | 7 mai 2020         | En cours           |
| Pays-Bas  | The Big Music Quiz            | Humberto Tan                        | RTL 4                                       | 8 septembre 2017   | 7 juin 2018        |
| Pologne   | Big Music Quiz                | Sławomir Zapała                     | TVP 2 (mars 2018) TVP 1 (depuis avril 2018) | 11 mars 2018       | 14 décembre 2018   |
| Russie    | Большой хит                   | Timur Rodriguez et Regina Todorenko | TNT                                         | 12 juillet 2025    | En cours           |
| Uruguay   | Poné Play                     | Tío Aldo (Pablo Fabregat)           | Teledoce                                    | 14 décembre 2020   | En cours           |